# 1546
1546 (MDXLVI) je bilo navadno leto, ki se je po julijanskem koledarju začelo na petek.

## Dogodki
- papež in nemško-rimski cesar se povežata proti protestantom.

## Rojstva
- 14. december - Tycho Brahe, danski astronom († 1601)

Neznan datum
- Peter Mlajši, vlaški knez († 1568)
- Utamiš Geraj, kan Kazanskega kanata († 1566)

## Smrti
- 4. julij - Hajredin Barbarosa, veliki admiral osmanske flote (* okoli 1478)
- 12. avgust - Francisco de Vitoria, španski teolog, pravnik in politični filozof  (* 1486)
- 3. september - Peter IV. Rareš, knez Moldavije (* okoli 1483)